# جيوليو زينولي
جيوليو زينولي (بالإيطالية: Giulio Zignoli)‏ لاعب كرة قدم ايطالي (ظهير ايسر) ولد في فيرونا في أبريل من العام 1946 لعب لنادي تورينو ونادي باري ونادي كالياري ونادي ميلان.